# Camille Rast
Camille Rast (ur. 9 lipca 1999 w Vétroz) – szwajcarska narciarka alpejska, mistrzyni świata i trzykrotna medalistka mistrzostw świata juniorów.

## Kariera
Po raz pierwszy na arenie międzynarodowej pojawiła się 10 listopada 2015 roku w ośrodku narciarskim Diavolezza, gdzie w zawodach FIS Race zajęła 30. miejsce w slalomie. W 2017 roku wystartowała na mistrzostwach świata juniorów w Åre, gdzie zdobyła złoty medal w slalomie. Była tam też między innymi czwarta w superkombinacji, przegrywając walkę o podium o 0,08 sekundy. Podczas rozgrywanych rok później mistrzostw świata juniorów w Davos zdobyła złoty medal w zawodach drużynowych.
W zawodach Pucharu Świata zadebiutowała 22 października 2016 roku w Sölden, gdzie nie zakwalifikowała się do pierwszego przejazdu giganta. Pierwsze pucharowe punkty zdobyła 24 stycznia 2017 roku w Kronplatz, zajmując dziewiąte miejsce w tej samej konkurencji. Na podium zawodów tego cyklu pierwszy raz stanęła 23 listopada 2024 w Gurgl, gdzie slalom ukończyła na trzeciej pozycji. Wyprzedziły ją jedynie Mikaela Shiffrin z USA i Lara Colturi z Albanii.
Brała udział w igrzyskach olimpijskich w Pekinie w 2022, gdzie była siódma w slalomie i szesnasta w gigancie. Na rozgrywanych rok wcześniej mistrzostwach świata w Cortina d’Ampezzo zajęła czwarte miejsce drużynowo i ósme w slalomie. Podczas mistrzostw świata w Saalbach w 2025 roku wywalczyła złoty medal w slalomie. Był to pierwszy złoty medal dla Szwajcarii w tej konkurencji odkąd Vreni Schneider zwyciężyła podczas Mistrzostw Świata w Narciarstwie Alpejskim 1991, także rozgrywanych w Saalbach.

## Osiągnięcia

### Igrzyska olimpijskie
| Miejsce | Dzień    | Rok  | Miejscowość | Konkurencja | Czas biegu | Strata | Zwyciężczyni |
| ------- | -------- | ---- | ----------- | ----------- | ---------- | ------ | ------------ |
| 16.     | 7 lutego | 2022 | Pekin       | Gigant      | 1:55,69    | +2,74  | Sara Hector  |
| 7.      | 9 lutego | 2022 | Pekin       | Slalom      | 1:44,98    | +0,77  | Petra Vlhová |

### Mistrzostwa świata
| Miejsce | Dzień     | Rok  | Miejscowość        | Konkurencja          | Czas biegu | Strata | Zwyciężczyni                        |
| ------- | --------- | ---- | ------------------ | -------------------- | ---------- | ------ | ----------------------------------- |
| 4.      | 14 lutego | 2017 | Sankt Moritz       | Drużynowo            | -          | -      | Francja                             |
| 28.     | 16 lutego | 2017 | Sankt Moritz       | Gigant               | 2:05,55    | +4,55  | Tessa Worley                        |
| DNQ     | 16 lutego | 2021 | Cortina d’Ampezzo  | Gigant równoległy    | -          | -      | Marta Bassino Katharina Liensberger |
| 4.      | 17 lutego | 2021 | Cortina d’Ampezzo  | Zawody drużynowe     | -          | -      | Norwegia                            |
| 8.      | 20 lutego | 2021 | Cortina d’Ampezzo  | Slalom               | 2:30,66    | +3,09  | Katharina Liensberger               |
| 12.     | 15 lutego | 2023 | Courchevel/Méribel | Gigant równoległy    | -          | -      | Maria Therese Tviberg               |
| 14.     | 17 lutego | 2023 | Courchevel/Méribel | Gigant               | 2:07,13    | +1,99  | Mikaela Shiffrin                    |
| 27.     | 18 lutego | 2023 | Courchevel/Méribel | Slalom               | 1:43,15    | +2,13  | Laurence St-Germain                 |
| 7.      | 11 lutego | 2025 | Saalbach           | Kombinacja drużynowa | 2:40,89    | +0,76  | Stany Zjednoczone 1                 |
| 1.      | 15 lutego | 2025 | Saalbach           | Slalom               | 1:58,00    | -      | -                                   |

### Mistrzostwa świata juniorów
| Miejsce | Dzień       | Rok  | Miejscowość  | Konkurencja     | Czas biegu | Strata | Zwyciężczyni   |
| ------- | ----------- | ---- | ------------ | --------------- | ---------- | ------ | -------------- |
| 14.     | 9 marca     | 2017 | Åre          | Supergigant     | 1:15,10    | +2,81  | Nadine Fest    |
| 4.      | 10 marca    | 2017 | Åre          | Superkombinacja | 2:09,05    | +0,55  | Nadine Fest    |
| 12.     | 12 marca    | 2017 | Åre          | Gigant          | 1:58,38    | +1,81  | Laura Pirovano |
| 1.      | 13 marca    | 2017 | Åre          | Slalom          | 1:42,81    | -      | -              |
| 38.     | 30 stycznia | 2018 | Davos        | Gigant          | 1:39,66    | +6,65  | Julia Scheib   |
| DNF2    | 31 stycznia | 2018 | Davos        | Slalom          | 1:46,51    | -      | Meta Hrovat    |
| 1.      | 3 lutego    | 2018 | Davos        | Drużynowo       | -          | -      | -              |
| 2.      | 19 lutego   | 2019 | Val di Fassa | Gigant          | 1:54,99    | +1,06  | Alice Robinson |
| 6.      | 20 lutego   | 2019 | Val di Fassa | Slalom          | 1:47,70    | +1,98  | Meta Hrovat    |

### Puchar Świata

#### Miejsca w klasyfikacji generalnej
- sezon 2016/2017: -
- sezon 2017/2018: 117.
- sezon 2018/2019: 120.
- sezon 2020/2021: 52.
- sezon 2021/2022: 38.
- sezon 2022/2023: 52.
- sezon 2023/2024: 20.
- sezon 2024/2025: 6.

#### Miejsca na podium w zawodach
1. Gurgl − 23 listopada 2024 (slalom) – 3. miejsce
2. Killington − 30 listopada 2024 (gigant) – 3. miejsce
3. Killington − 1 grudnia 2024 (slalom) – 1. miejsce
4. Flachau − 14 stycznia 2025 (slalom) – 1. miejsce